# Jean Ribault
Jean Ribault (* 1520 in Dieppe, Département Seine-Maritime; † 12. Oktober 1565 in Matanzas Inlet, Florida) war ein französischer Seefahrer, Kolonisator und Karibik-Pirat.

## Leben
Ribault wurde in Dieppe geboren und 1562 von Gaspard II. de Coligny, seigneur de Châtillon beauftragt, eine Hugenottenkolonie in Nordamerika zu gründen. Er segelte nach Florida und gründete die Siedlung Charles Forte (in der Region des heutigen Port Royal in South Carolina), die aber später verlassen wurde. 1565 sollte er die französische Siedlung Fort Caroline verteidigen, die von den Spaniern unter Pedro Menéndez de Avilés bedroht wurde. Ribault wollte die Spanier beim nahegelegenen St. Augustine überraschen und verließ Fort Caroline, das aber sofort von Menéndez eingenommen wurde. Ribaults Schiffe wurden durch Stürme zerstört, und er wurde von Menéndez gefangen genommen und hingerichtet.